# Majakowskiring

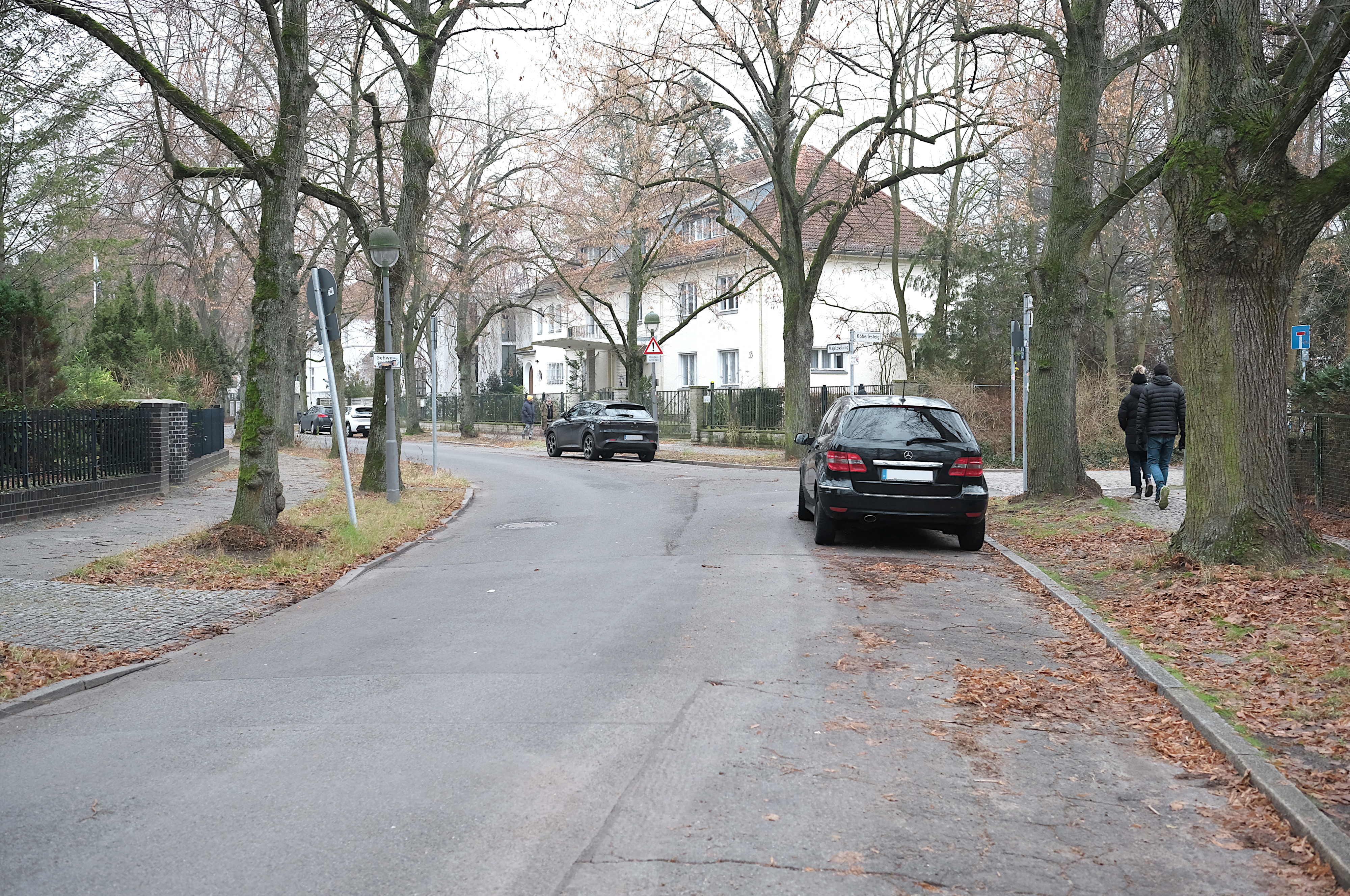
Majakowskiring dans le quartier de Pankow à Berlin.

Le Majakowskiring  est une rue de Berlin en Allemagne.

## Situation et accès
Cette voie en forme d'ellipse est située dans le quartier de Pankow, dans la localité de Niederschönhausen. Elle est célèbre pour avoir été la résidence de nombreux hauts responsables du gouvernement de la République démocratique allemande (RDA).
Le quartier Majakowskiring (Ortslage) est situé entre Grabbeallee à l'ouest et au nord-ouest, et le parc du château Ossietzkystraße à l'est, du château de Schönhausen au nord, et de la rivière Panke au sud.

## Origine du nom
Elle est nommée d'après le poète russe Vladimir Maïakovski (1893-1930) 

## Historique
Jusqu'au 4 mai 1950, cette rue est divisée en deux : la partie nord de la rue est appelée Kronprinzenstraße et la partie sud Viktoriastraße. Elle est ensuite réunie pour être rebaptisée d'après le poète russe Vladimir Maïakovski. Pendant une courte période, elle est appelée Majakowskistraße.
La plupart des maisons qui la bordent ont été construites dans les années 1920 et étaient principalement habitées par des industriels et des artistes, jusqu'à ce que la plupart d'entre eux soient expropriés après la Seconde Guerre mondiale. Dans des cas exceptionnels, les anciens propriétaires ont été autorisés à rester s'ils continuaient à payer leur loyer, par exemple dans le cas de la maison n°29. En 1950, ils sont tous appelés à partir.
Jusqu'en 1960, les ministres du gouvernement de la RDA ont vécu ici, les maisons ayant été modifiés au goût des nouveaux habitants par des architectes tels que Hans Scharoun. Le Majakowskiring (et même le quartier de Pankow) est alors devenu un synonyme pour désigner le gouvernement de la RDA. Ainsi, le chancelier ouest-allemand Konrad Adenauer a parlé des « messieurs de Pankoff », et l'artiste Udo Lindenberg écrit une chanson à propos d'un « train spécial pour Pankow » (Sonderzug nach Pankow). Il s'agissait d'un quartier résidentiel sécurisé, à la manière d'une gated community ; il était surnommé par les habitants « la petite ville ».
À la suite de la révolution hongroise de 1956, la direction du SED (le parti unique de la RDA) décida la construction d'une nouvelle zone résidentielle sécurisée, plus loin et plus sûre que Majakowskiring, craignant les effets d'émeutes. Tout d'abord, le site de Hoppegarten, à l'est de Berlin-Est, est envisagé, parce qu'il y avait une voie de sortie rapide de là sur une autoroute vers l'est. En fin de compte, le complexe est construit à Waldsiedlung, à 30 km de Berlin, où les responsables s'installent en 1960.
Lorsque Lotte Ulbricht voulu revenir à la Majakowskiring après la mort de son mari, le chef d'État de la RDA Walter Ulbricht en 1973, il lui est exceptionnellement permis d'y vivre, mais dans une autre maison que l'initiale (elle est affectée à la n°12) ; elle y décède en 2002. En 1975, la maison 28/30 a été démolie, dans le cadre du processus d'effacer le nom de Walter Ulbricht de l'histoire est-allemande.
La maison dans laquelle Otto Grotewohl vécut est aujourd'hui une librairie. La maison de Johannes Robert Becher a été vendue et est une propriété privée.

## Bâtiments remarquables et lieux de mémoire
Liste des maisons et de leurs habitants célèbres :
- N°2 : invités du gouvernement
- N°12 : Lotte Ulbricht (après la mort de son mari, en 1973)
- N°28/30 : Lotte et Walter Ulbricht
- N°29 : Wilhelm Pieck, puis plus tard la maison d'hôtes du maire de Berlin-Est
- N°34 : Johannes Robert Becher (ministre de la Culture)
- N°46/48 : Otto Grotewohl (président du conseil des ministres)
- N°47 : résidence de l'ambassadeur de Pologne. Désormais, centre de recherche historique de l'Académie polonaise des sciences à Berlin
- N°50 : Heinrich Rau
- N°58 : Erich Honecker
- N°? : Friedrich Ebert junior (maire de Berlin)

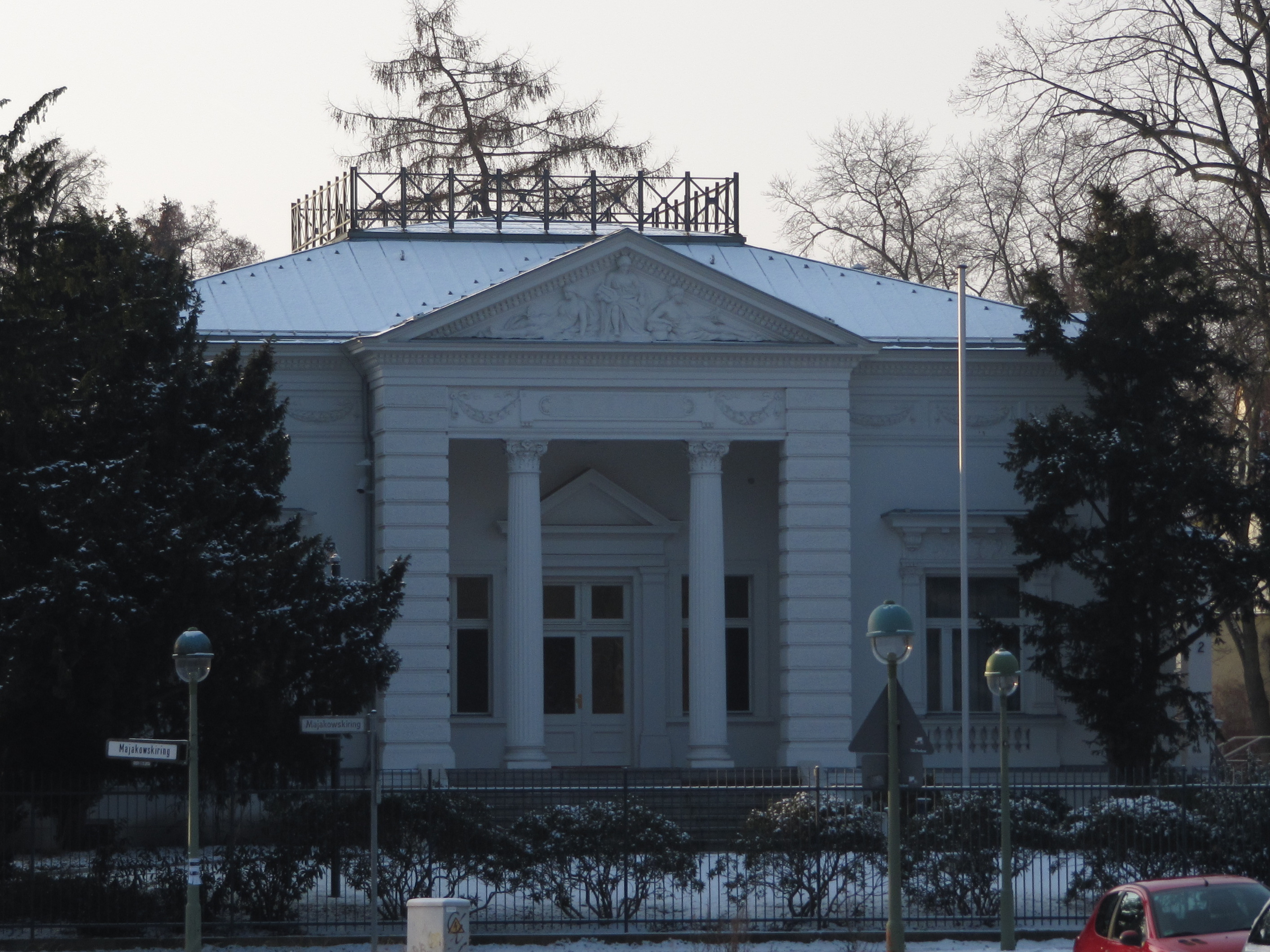
N°2 : ancienne résidence des invités du gouvernement de la RDA.
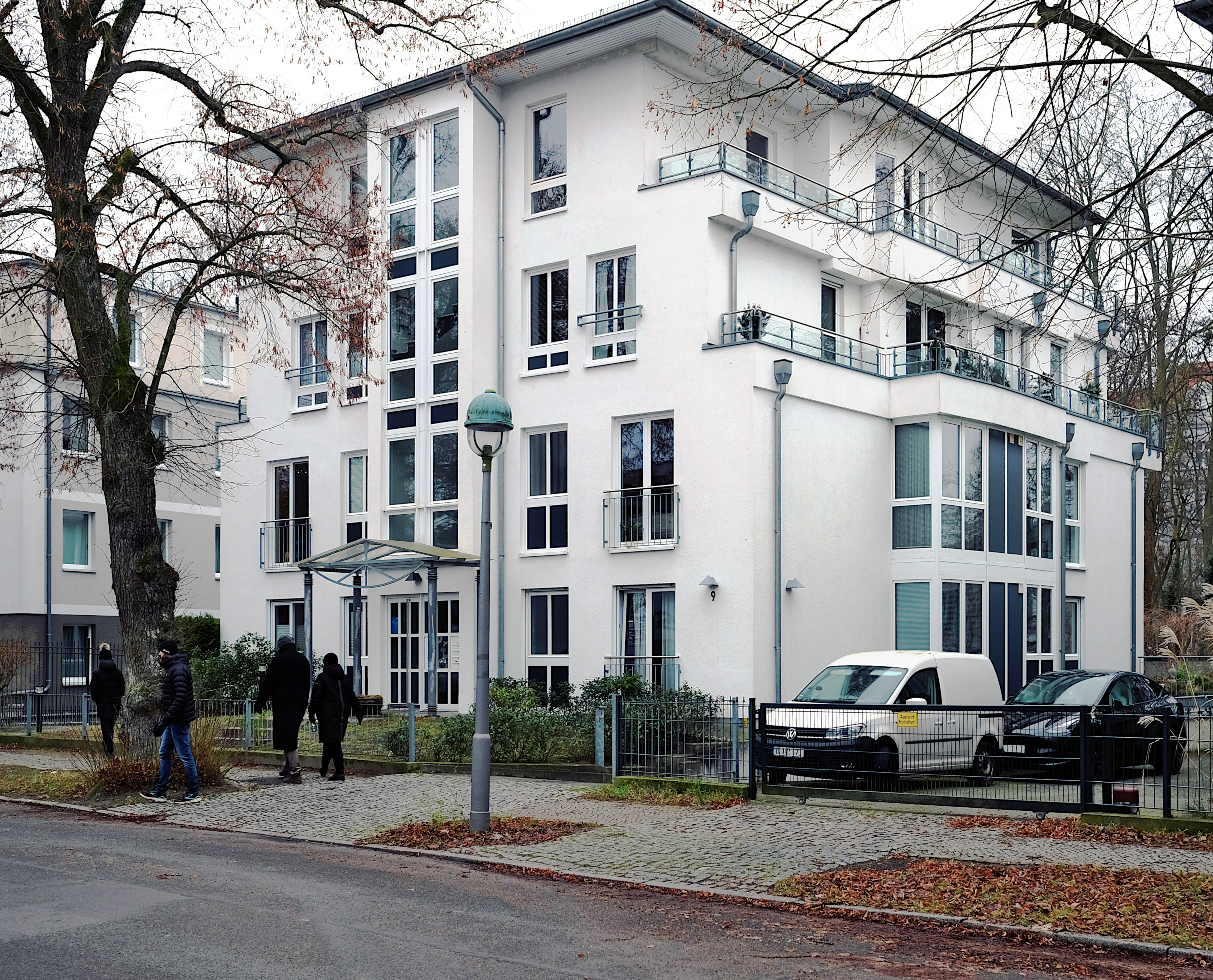
N°9.
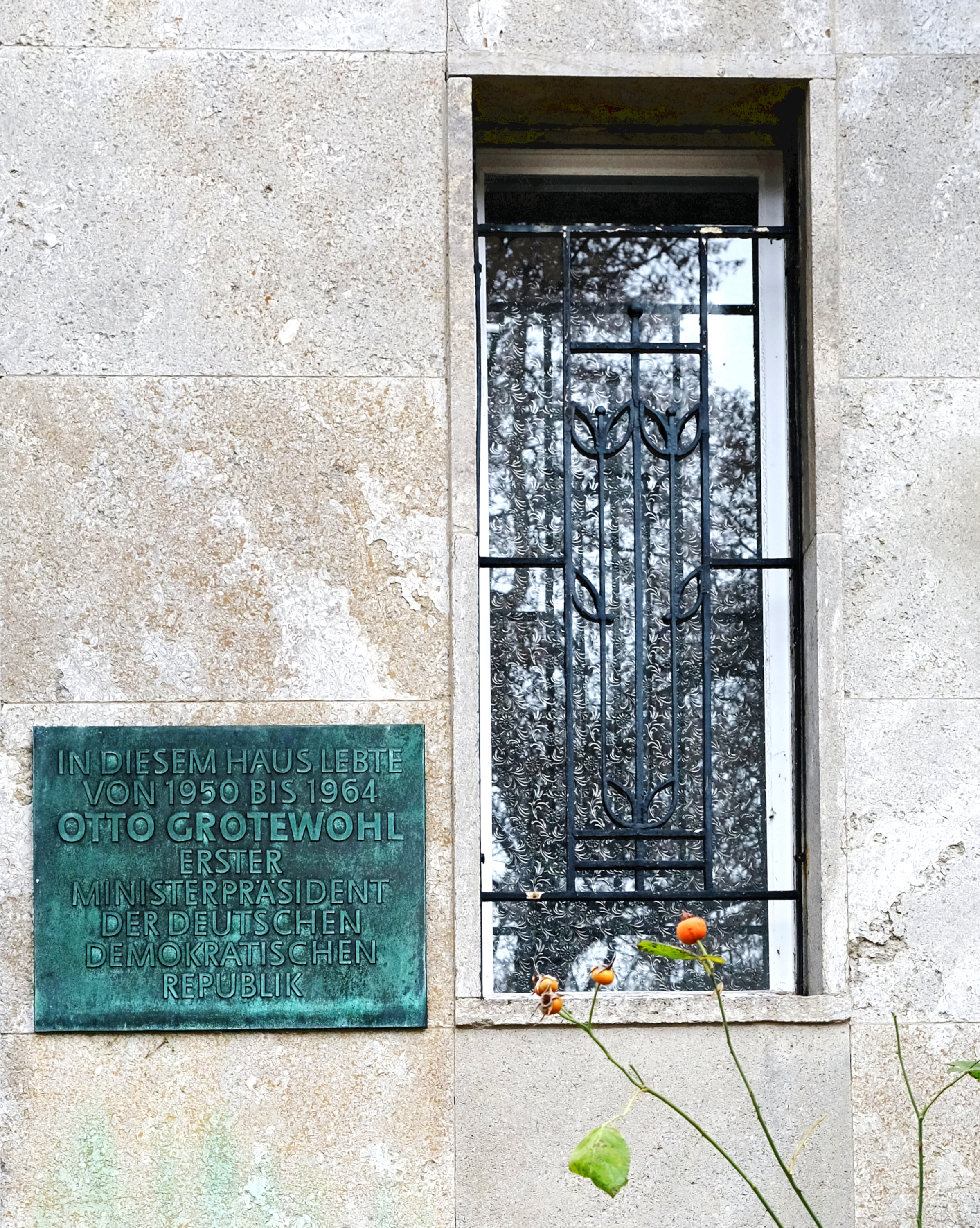
N°46/48 : plaque rappelant la présence d'Otto Grotewohl.
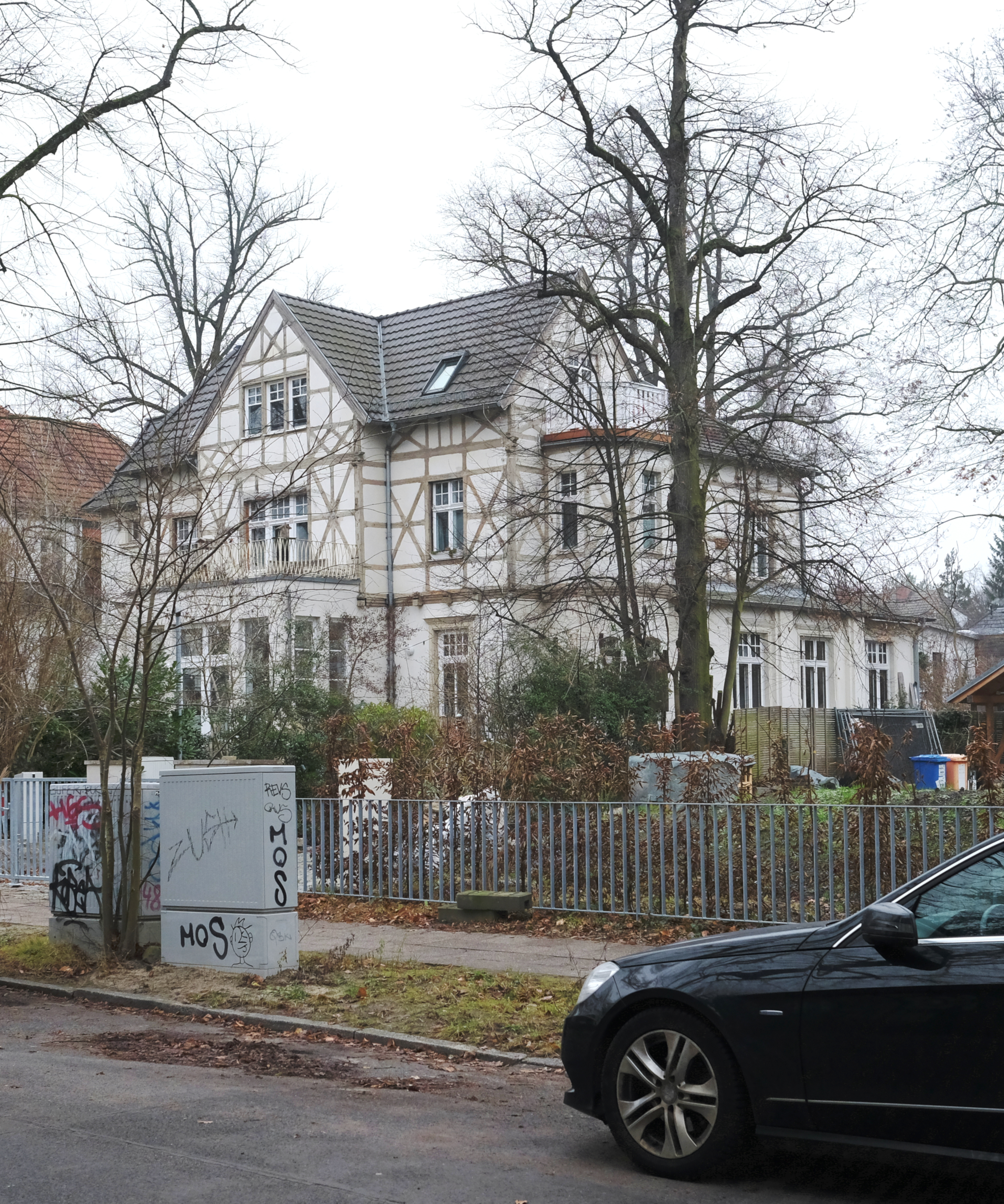
N°59.
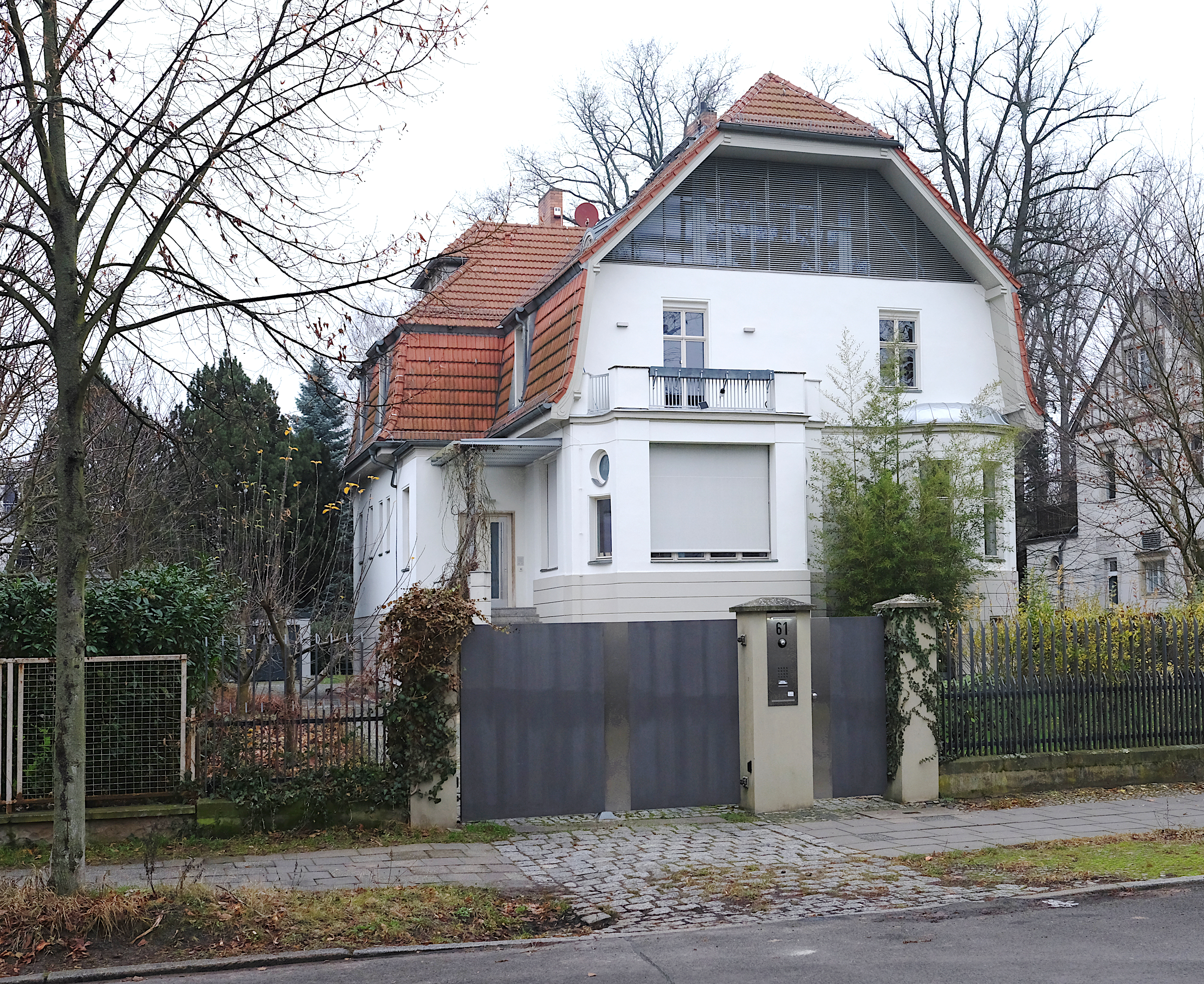
N°61.